# Giovanni Paneroni
Giovanni Paneroni (Rudiano, 23 gennaio 1871 – Rudiano, 2 gennaio 1950) è stato uno scrittore italiano e pseudoscienziato.

## Biografia
Di professione gelataio, divenne abbastanza celebre negli anni tra le due guerre mondiali per le sue performance nelle quali sosteneva la teoria astronomica che la terra fosse immobile e piatta. Autodidatta, più volte Paneroni provò invano a ottenere inviti in convegni ufficiali animati da scienziati di fama nazionale senza alcun successo e divulgava attraverso opuscoli che auto-pubblicava a proprie spese. L'eccentrico personaggio affascinò Indro Montanelli ed è stato più volte adoperato come esempio negativo nel dibattito politico. A tal proposito in Francia fu coniata l'espressione: "C’est une Paneronnade!" per sottolineare l'assurdità di una teoria.
Fu autore di diversi scritti e pubblicazioni non convenzionali in parte raccolti in Una terra piana ed infinita: vita ed opere di Paneroni, a cura di Giacomo Massenza, con testi autografi di Giovanni Paneroni edito da GAM e pubblicato 1994.
A Rudiano (BS), dove nacque e morì, gli è stato dedicato un murale in via Madrera, dove si celebra come «Divinator del mondo d’italico genio». Sempre a Rudiano è stato girato un docu-film su di lui, Il tocco della Luna (2020), di Giacomo Andrico e Paolo Fanelli, prodotto dalla Willyco film.